# Аныткабир
Аныткаби́р (тур. Anıtkabir) — анкарский мемориальный комплекс, включающий в себя мавзолей основателя и первого Президента Турецкой Республики Мустафы Кемаля Ататюрка, его музей, а также памятные сооружения и лесную зону «Парк Мира».

## История

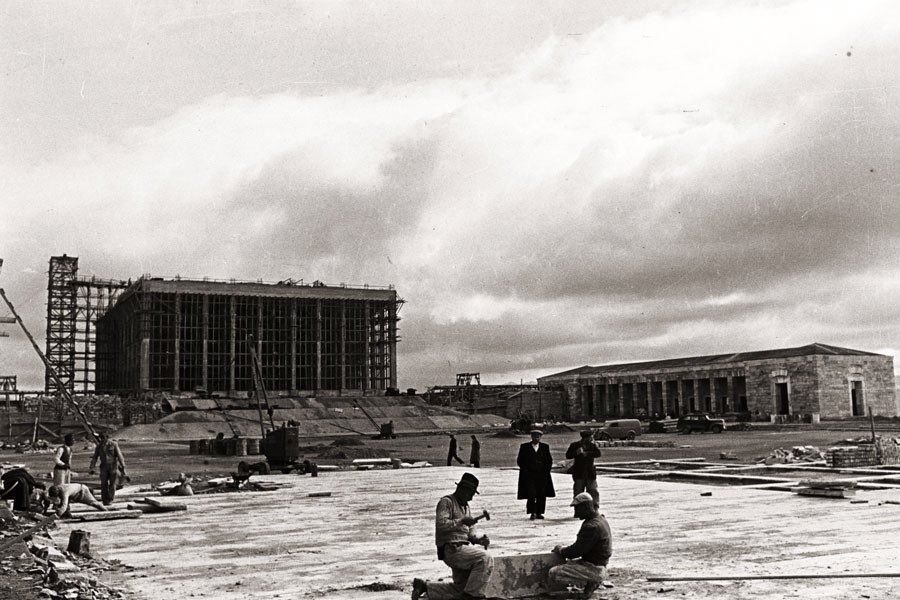
Строительство Аныткабира в 1951 году

После смерти Ататюрка 10 ноября 1938 года было объявлено, что его тело останется в Этнографическом музее Анкары до тех пор, пока не будет построен мавзолей. Правительством была создана комиссия, которая должна была определить место будущего мавзолея.
После обсуждения было решено реализовать проект Эмина Оната и Орхана Арды. Строительство началось 9 октября 1944 года и было завершено в сентябре 1953 года. Тело Ататюрка было перенесено сюда на церемонии, состоявшейся 10 ноября 1953 года.
В 1966 году здесь был похоронен 4-й Президент Турции Джемаль Гюрсель, в 1973 году — 2-й Президент Турции Исмет Инёню.

## Комплекс

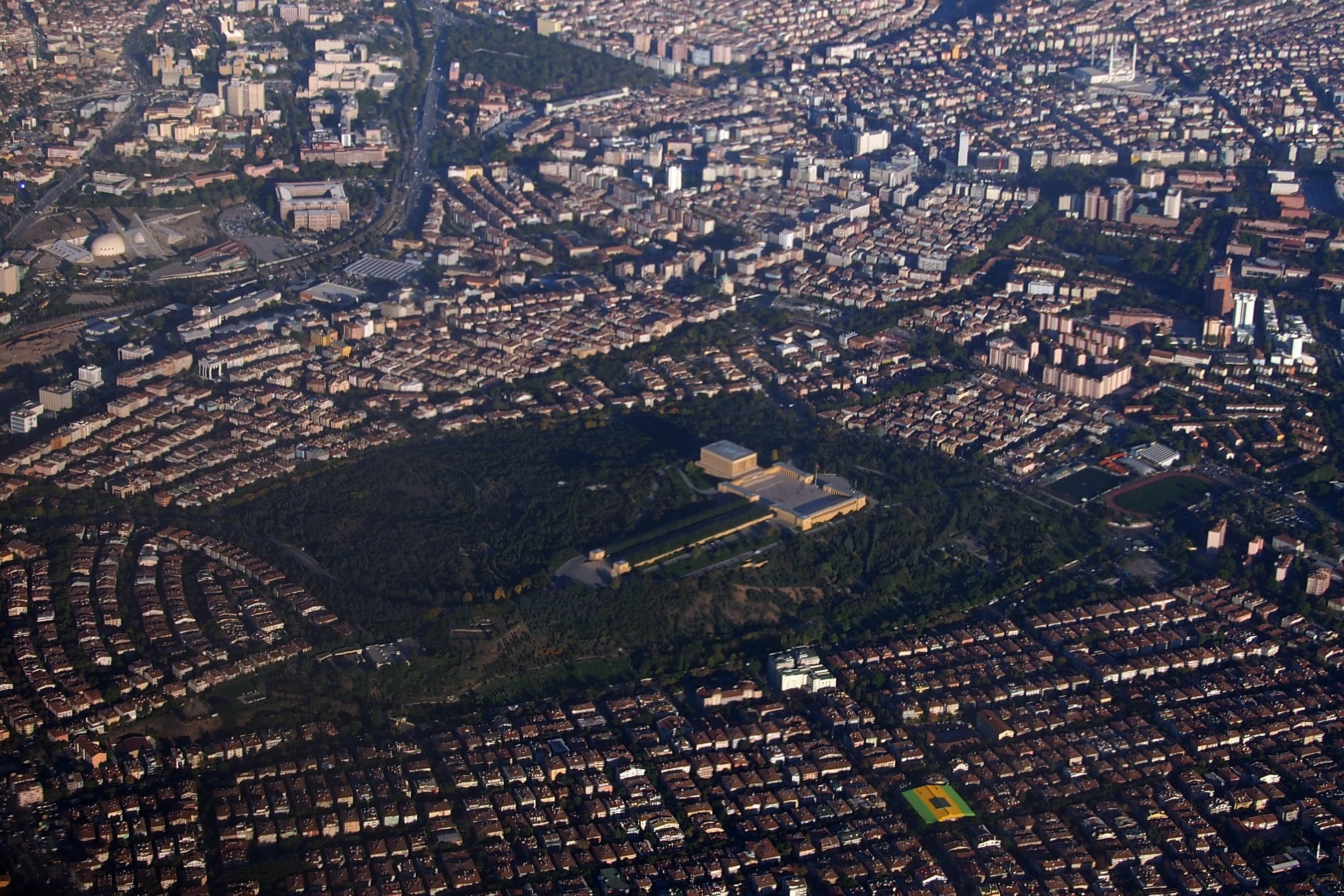
Общий вид комплекса

Общая площадь комплекса составляет 750 000 м2. Территория состоит из четырёх частей: Дорога Львов, Парк Мира, Церемониальная Площадь и Зал Славы. Вход осуществляется с начала аллеи, Долины Львов, которая доходит до церемониальной площади. В комплексе есть десять башен, две группы статуй, а также Музей Ататюрка и Войны за независимость. Пол в зданиях сделан из различных видов мрамора и травертина, в некоторых местах используются украшения, созданные с помощью техники рельефа, мозаики, фрески и резьбы. Все эти сооружения окружены лесной зоной, называемой Парком Мира. Здания комплекса, построенные в неоклассическом стиле, содержат в себе элементы хеттской, древнегреческой, сельджукской и османской культур, господствовавших на протяжении всей истории Турции.
В комплексе также есть уникальная коллекция автомобилей, на которых ездил Ататюрк.
Комплекс находится в ведении Минобороны Турции. Во время национальных праздников Турции и дня смерти Ататюрка 10 ноября правительство проводит здесь официальные церемонии. Официальные иностранные делегации в обязательном порядке посещают Аныткабир.
Ежегодно комплекс посещают большое количество людей. 29 октября 2023 года, по случаю 100-летия Турецкой Республики, здесь побывали более 1 миллиона человек.

## Галерея

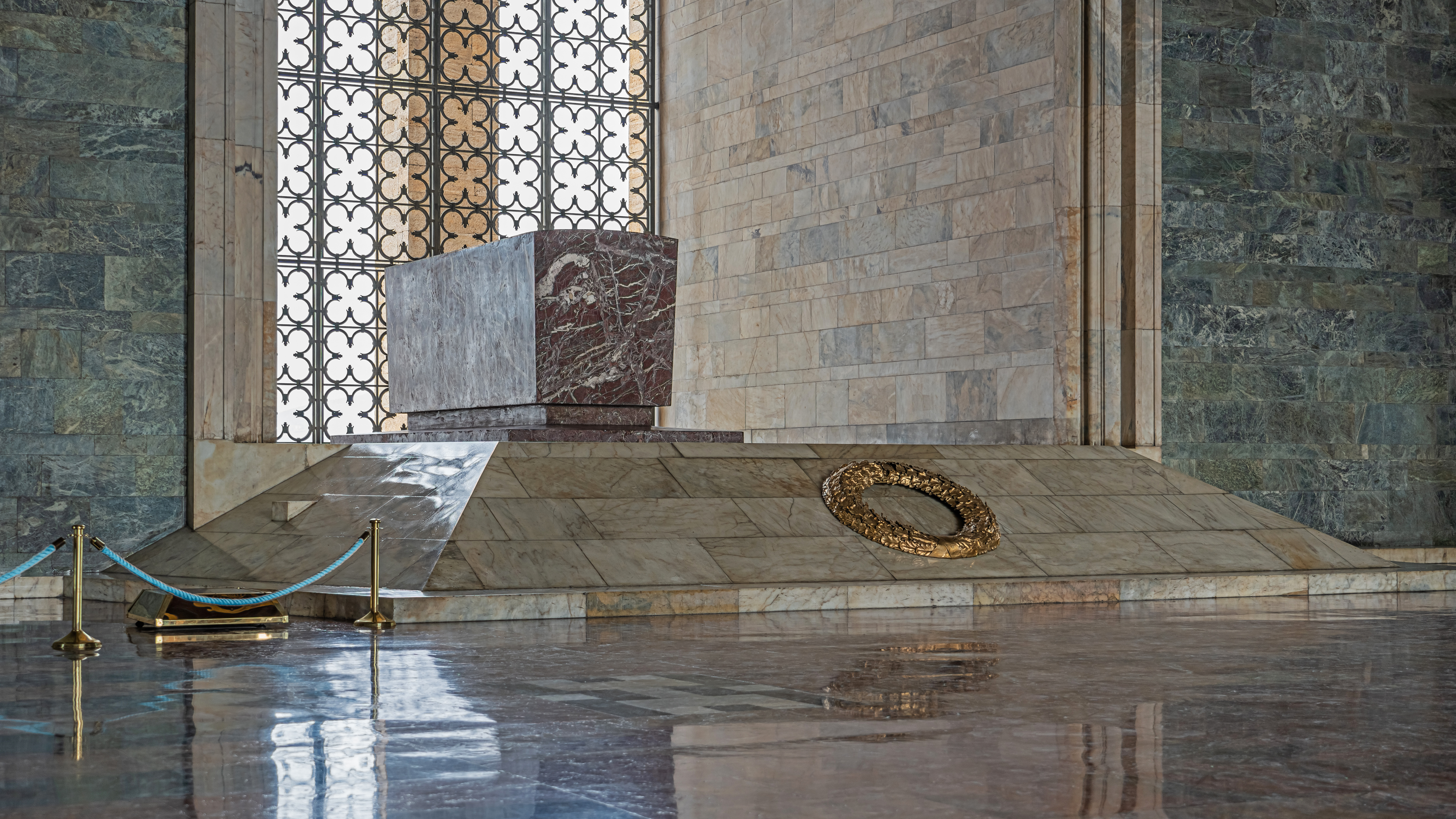
Памятный знак в виде саркофага над могилой Ататюрка
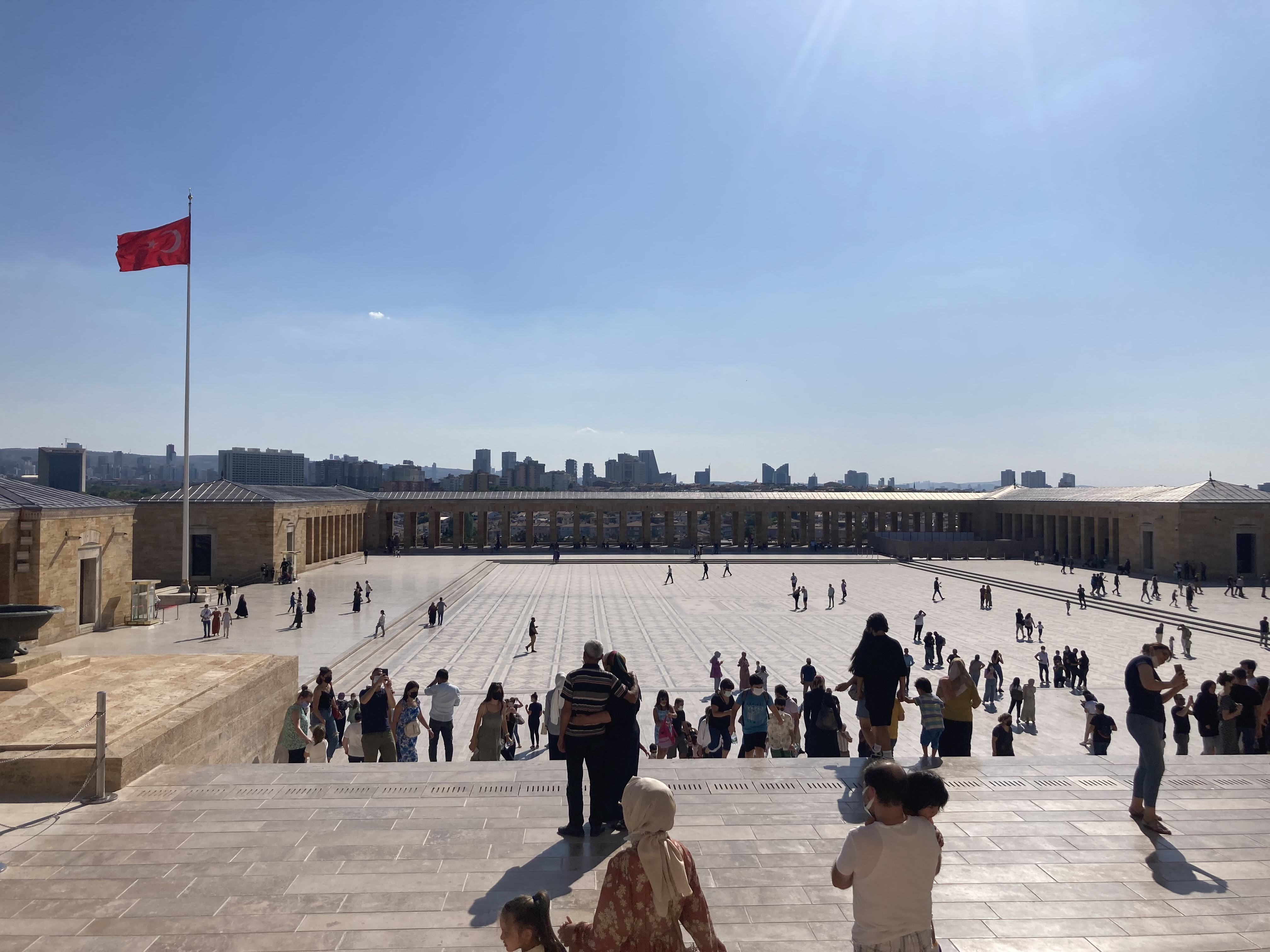
Церемониальная площадь
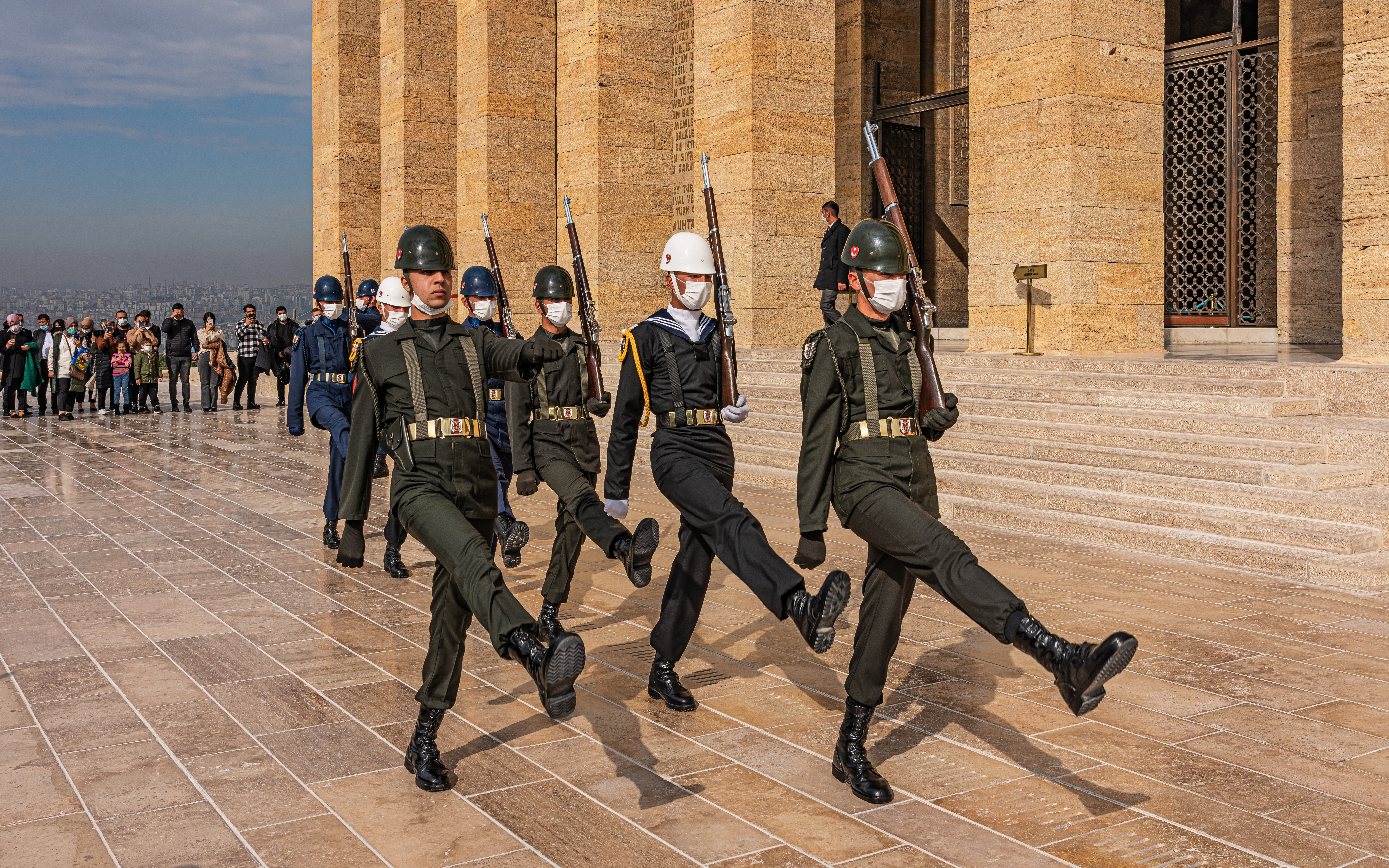
Смена почётного караула
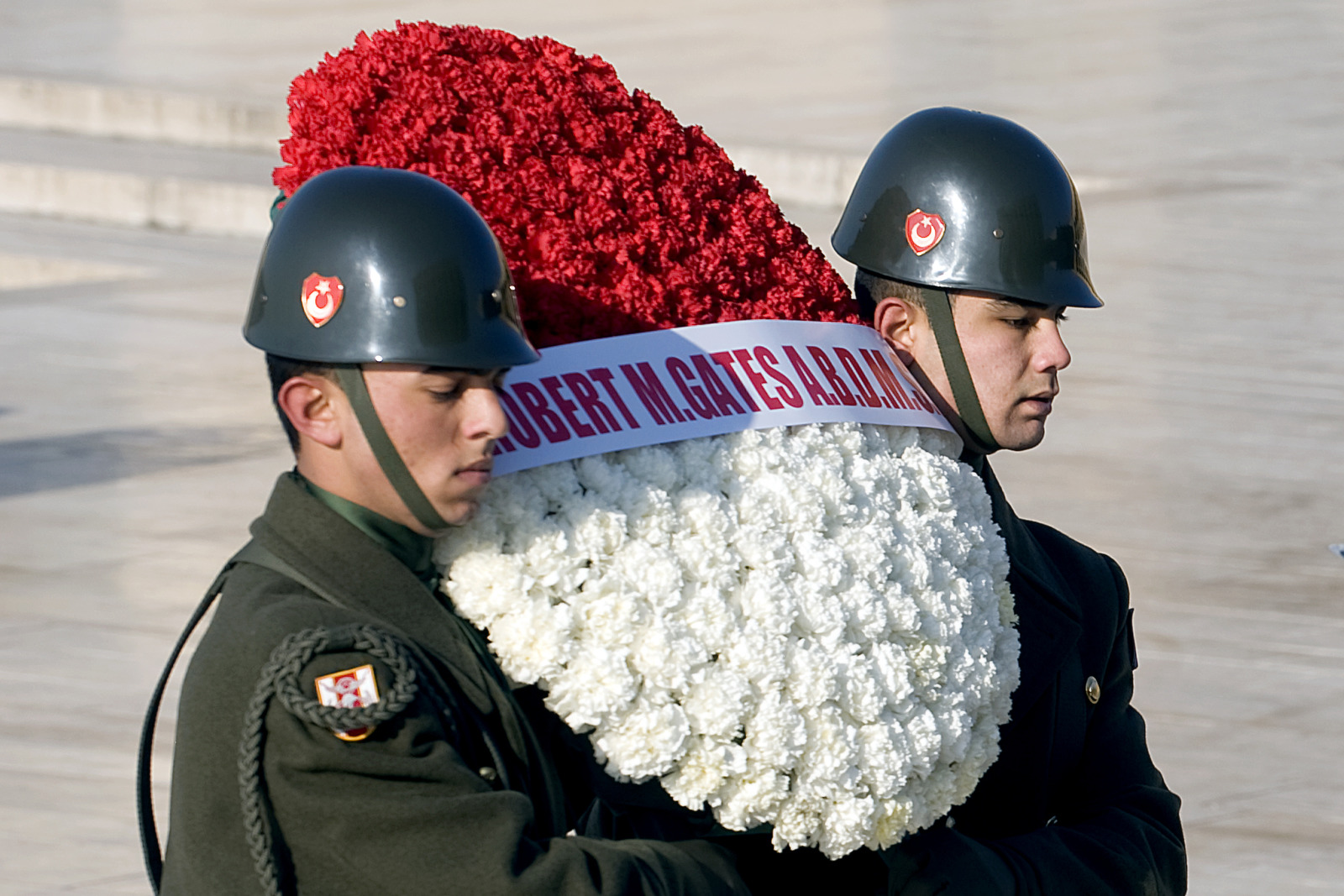
Возложение венка
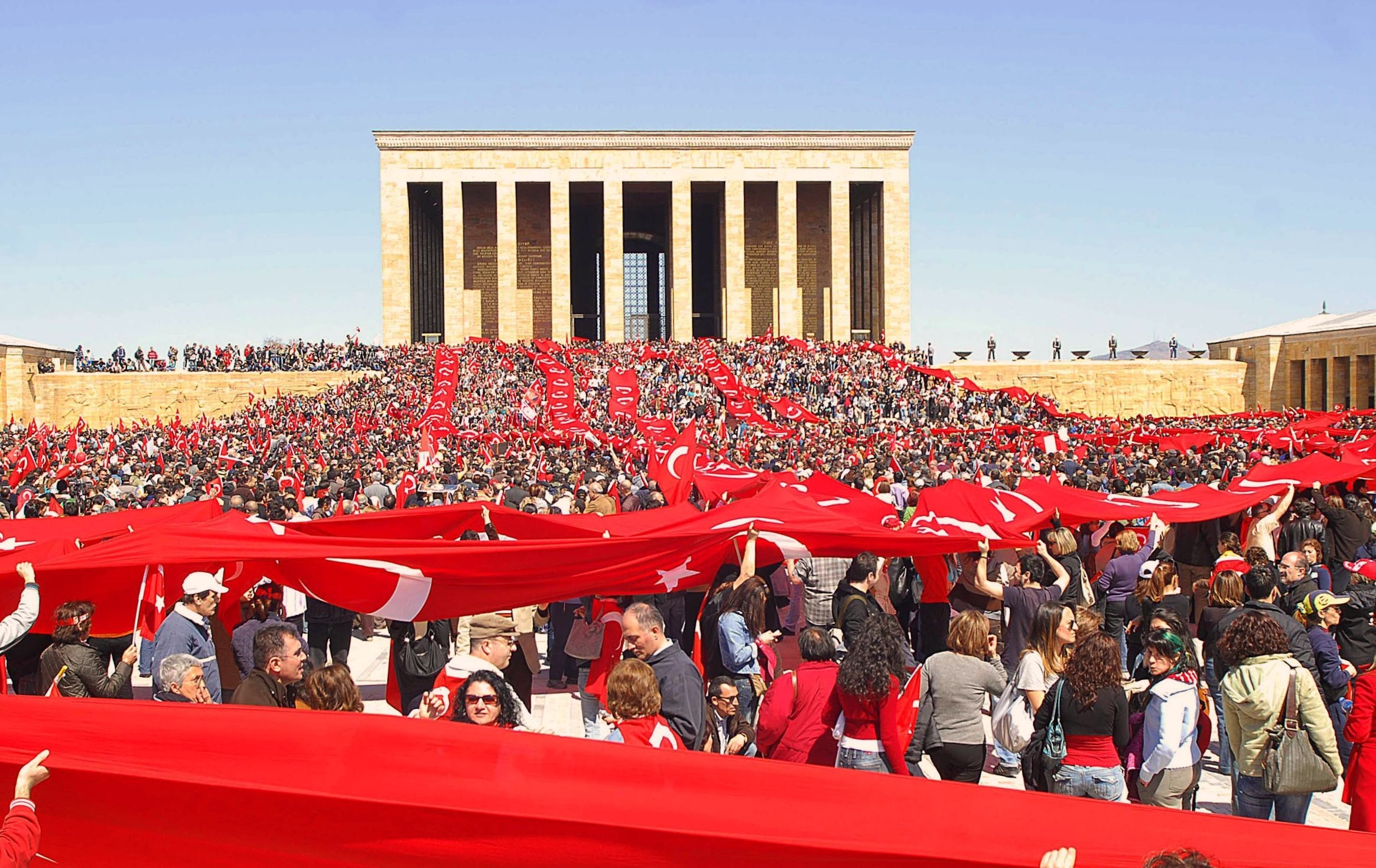
Митинг
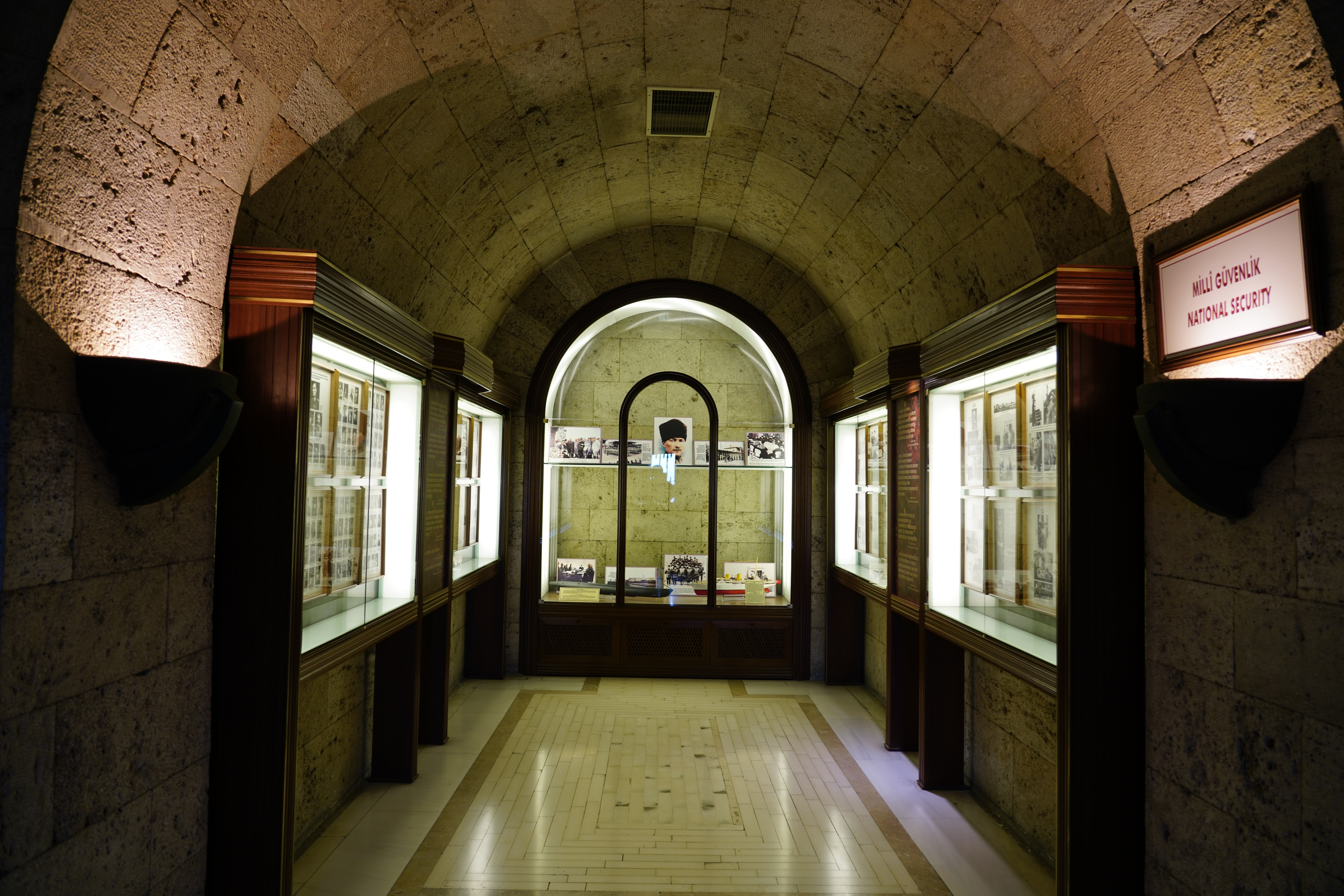
Музей Ататюрка и Войны за независимость после завершения ремонтных работ, 26 августа 2002